# Пльотцкау
Пльотцкау (на немски: Plötzkau) е община в Саксония-Анхалт, Германия, с 1393 жители (към 31 декември 2013 г.). Намира се на река Зале.
Общината е спомената за пръв път в документ през 1049 г. Пльотцкау е резиденция на странична линия на фамилията Аскани, князът на Анхалт-Пльотцкау (1611–1665). Там се намира дворец Пльотцкау, построен 1566–1573 г. в ренесансстил.
- Вътрешният двор на дворец Пльотцкау
- Кулата във вътрешния двор на дворец Пльотцкау